# FK Kosonsoy
FK Kosonsoy (uzb. «Kosonsoy» futbol klubi, ros. Футбольный клуб «Касансай», Futbolnyj Kłub "Kasansaj") – uzbecki klub piłkarski, mający siedzibę w mieście Kosonsoy na wschodzie kraju. Założony w roku 1984.
W latach 1992–1993 i 1996-1998 występował w Oʻzbekiston PFL.

## Historia
Chronologia nazw:
- 1984–1991: Kosonsoyets Kosonsoy (ros. «Касансаец» Касансай)
- 1992: Kosonsoychi Kosonsoy (ros. «Косонсойчи» Касансай)
- 1993–1995: Kushon Kosonsoy (ros. «Кушон» Касансай)
- 1996–2002: FK Kosonsoy (ros. ФК «Касансай»)
- 2003: Navbahor-2 Kosonsoy (ros. «Навбахор-2» Касансай)
- 2004: FK Kosonsoy (ros. ФК «Касансай»)
- 2005–2007: Kosonsoy Zakovat Kosonsoy (ros. «Касансай Заковат» Касансай)
- 2007–...: FK Kosonsoy (ros. ФК «Касансай»)

Piłkarski klub Kosonsoyets został założony w miejscowości Kosonsoy w 1984 roku. W 1984 zespół debiutował w Drugiej Lidze, strefie 7 Mistrzostw ZSRR. W 1989 startował w rozgrywkach Pucharu ZSRR. W 1990 po reorganizacji systemu lig ZSRR klub został przeniesiony do Drugiej Niższej Ligi, strefy 9, w której zajął 2. miejsce i powrócił w 1991 do Drugiej Ligi, strefy Wostok.
W 1992 przyjął nazwę Kosonsoychi Kosonsoy i debiutował w pierwszych niepodległych rozgrywkach Wyższej Ligi Uzbekistanu. W 1993 zmienił nazwę na Kushon Kosonsoy, ale zajął przedostatnie 15. miejsce w lidze i spadł do Pierwszej Ligi. W 1994 był trzecim, a w 1995 uplasował się na drugiej pozycji i powrócił do Wyższej Ligi. W 1996 przed startem w Wyższej Lidze zmienił nazwę na FK Kosonsoy. W 1998 zajął ostatnie 16. miejsce w lidze i ponownie spadł do Pierwszej Ligi. 
W 2003 połączył się z drugą drużyną Navbahoru Namangan i występował w Pierwszej Lidze jako Navbahor-2 Kosonsoy. W 2004 powrócił do nazwy FK Kosonsoy. W latach 2005–2007 nazywał się Kosonsoy Zakovat umieszczając nazwę sponsora, a potem przywrócił nazwę historyczną klubu FK Kosonsoy. W 2005 występował przez jeden sezon w Drugiej Lidze. W latach 2008–2009 z powodów finansowych nie grał w Pierwszej Lidze.

## Sukcesy

### Trofea międzynarodowe
Nie uczestniczył w rozgrywkach azjatyckich (stan na 31-05-2015).

### Trofea krajowe
Uzbekistan
| \| \| Zdobyte trofea w rozgrywkach Uzbekistanu (stan na: 31-05-2015) \| |                                                                |      |          |
| Rozgrywki                                                               | Osiągnięcie                                                    | Razy | Sezon(y) |
| Mistrzostwo                                                             | I miejsce                                                      | 0    |          |
| Mistrzostwo                                                             | II miejsce                                                     | 0    |          |
| Mistrzostwo                                                             | III miejsce                                                    | 0    |          |
| Mistrzostwo                                                             | 8. miejsce                                                     | 1    | 1992     |
| Puchar                                                                  | zdobywca                                                       | 0    |          |
| Puchar                                                                  | finalista                                                      | 0    |          |
| Puchar                                                                  | 1/4 finału                                                     | 1    | 1992     |
| II liga                                                                 | I miejsce                                                      | 0    |          |
| II liga                                                                 | II miejsce                                                     | 1    | 1995     |
| II liga                                                                 | III miejsce                                                    | 1    | 1994     |
| Uzbekistan                                                              | Zdobyte trofea w rozgrywkach Uzbekistanu (stan na: 31-05-2015) |      |          |

ZSRR
| \| \| Zdobyte trofea w rozgrywkach Związku Radzieckiego (stan na: 31-12-1991) \| |                                                                         |      |          |
| Rozgrywki                                                                        | Osiągnięcie                                                             | Razy | Sezon(y) |
| Mistrzostwo                                                                      | I miejsce                                                               | 0    |          |
| Mistrzostwo                                                                      | II miejsce                                                              | 0    |          |
| Mistrzostwo                                                                      | III miejsce                                                             | 0    |          |
| Puchar                                                                           | zdobywca                                                                | 0    |          |
| Puchar                                                                           | finalista                                                               | 0    |          |
| Puchar                                                                           | 1/64 finału                                                             | 1    | 1989/90  |
| II liga                                                                          | I miejsce                                                               | 0    |          |
| II liga                                                                          | II miejsce                                                              | 0    |          |
| II liga                                                                          | III miejsce                                                             | 0    |          |
|                                                                                  | Zdobyte trofea w rozgrywkach Związku Radzieckiego (stan na: 31-12-1991) |      |          |

- Wtoraja liga ZSRR:
  - wicemistrz w grupie: 1988

## Stadion
Klub rozgrywa swoje mecze domowe na stadionie Centralnym w Kosonsoy, który może pomieścić 30,000 widzów.

## Piłkarze
Znani piłkarze:
- / Vadim Abramov
- / Anvar Jabborov
- / Sergey Kazakov
- / Viktor Makarov
- / Jurij Mykołajenko
- / Oraz Nazarov
- / Jurij Owczarow
- / Oleg Qaxxorov
- / Farid Xabibulin

## Trenerzy
...
- 1987:  Oleg Bugajew

...
- 01.1989–06.1989:  Valeriy Vasilenko
- 07.1989–1990:  Siergiej Sopin
- 1991–1992: / Valeriy Lyubushin
- 1993:  Rakiv Bagauddinov

...
- 1996:  Zafar Rasulov
- 1997–08.1997:  Avxat Abdulin
- 08.1997–07.1998:  Usmanjon Asqaraliev
- 07.1998–12.1998:  Baxtiyar Babaev

...
- 2010–...:  Mexmonxon Solixodjayev